# Flecha (símbolo)

Una flecha apuntando a la derecha.

Una flecha es un símbolo gráfico como ← o →, utilizado para señalar o indicar dirección, siendo, en su forma más sencilla, un segmento con un triángulo al final, y en formas más complejas, una representación de una flecha real (por ejemplo, ➵ U+27B5). El sentido de una flecha está indicado desde el inicio del segmento hacia el triángulo. Es un signo que tiene la forma de la punta de una flecha y que sirve para indicar una dirección.

## Historia
Una convención más antigua (medieval) es la manecilla (mano que señala, 👈). Pedro Reinel en c. 1504 usó por primera vez la flor de lis para indicar el norte en una rosa de los vientos; la convención de marcar la dirección este con una cruz es más antigua (medieval).  El uso del símbolo de la flecha no parece ser anterior al siglo XVIII. Un símbolo de flecha temprano se encuentra en una ilustración del tratado L'architecture hydraulique de Bernard Forest de Bélidor, impreso en Francia en 1737. La flecha se usa aquí para ilustrar la dirección del flujo del agua y de la rotación de la rueda hidráulica. Aproximadamente al mismo tiempo, se utilizaron símbolos de flechas para indicar el flujo de los ríos en los mapas.
Una tendencia hacia la abstracción, en la que se elimina el emplumado de la flecha, se puede observar a mediados y finales del siglo XIX. La flecha se puede ver en la obra de Paul Klee. En una abstracción adicional del símbolo, A Short History of the English People de 1874, de John Richard Green, contenía mapas del cartógrafo Emil Reich, que indicaban los movimientos del ejército mediante líneas curvas, con puntas de flecha triangulares sólidas colocadas intermitentemente a lo largo de las líneas.
El uso de símbolos de flecha en notación matemática es aún más reciente y se desarrolla en la primera mitad del siglo XX. David Hilbert, en 1922, introdujo el símbolo de flecha que representa la implicación lógica. La flecha de dos puntas que representa la equivalencia lógica fue introducida por Albrecht Becker en Die Aristotelische Theorie der Möglichkeitsschlüsse, Berlín, 1933.

## Flechas en Unicode
En Unicode, las flechas ocupan la gama hexadecimal U+2190–U+21FF.
| Flechas (Unicode versión 11.0) Official Unicode Consortium code chart (PDF) |   |   |   |   |   |   |   |   |   |   |   |   |   |   |   |   |
|                                                                             | 0 | 1 | 2 | 3 | 4 | 5 | 6 | 7 | 8 | 9 | A | B | C | D | E | F |
| U+219x                                                                      | ← | ↑ | → | ↓ | ↔ | ↕ | ↖ | ↗ | ↘ | ↙ | ↚ | ↛ | ↜ | ↝ | ↞ | ↟ |
| U+21Ax                                                                      | ↠ | ↡ | ↢ | ↣ | ↤ | ↥ | ↦ | ↧ | ↨ | ↩ | ↪ | ↫ | ↬ | ↭ | ↮ | ↯ |
| U+21Bx                                                                      | ↰ | ↱ | ↲ | ↳ | ↴ | ↵ | ↶ | ↷ | ↸ | ↹ | ↺ | ↻ | ↼ | ↽ | ↾ | ↿ |
| U+21Cx                                                                      | ⇀ | ⇁ | ⇂ | ⇃ | ⇄ | ⇅ | ⇆ | ⇇ | ⇈ | ⇉ | ⇊ | ⇋ | ⇌ | ⇍ | ⇎ | ⇏ |
| U+21Dx                                                                      | ⇐ | ⇑ | ⇒ | ⇓ | ⇔ | ⇕ | ⇖ | ⇗ | ⇘ | ⇙ | ⇚ | ⇛ | ⇜ | ⇝ | ⇞ | ⇟ |
| U+21Ex                                                                      | ⇠ | ⇡ | ⇢ | ⇣ | ⇤ | ⇥ | ⇦ | ⇧ | ⇨ | ⇩ | ⇪ | ⇫ | ⇬ | ⇭ | ⇮ | ⇯ |
| U+21Fx                                                                      | ⇰ | ⇱ | ⇲ | ⇳ | ⇴ | ⇵ | ⇶ | ⇷ | ⇸ | ⇹ | ⇺ | ⇻ | ⇼ | ⇽ | ⇾ | ⇿ |